# Kristian Hlynsson
Kristian Hlynsson, né le 23 janvier 2004 à Odense au Danemark, est un footballeur international islandais qui joue au poste de milieu offensif au FC Twente.

## Biographie

### En club
Né à Odense au Danemark, Kristian Hlynsson est formé en Islande, notamment par le club de Breiðablik Kópavogur, où il commence sa carrière.
Le 10 janvier 2020, Kristian Hlynsson rejoint les Pays-Bas afin de s'engager en faveur de l'Ajax Amsterdam.
Hlynsson joue son premier match dans l'Eredivisie, l'élite du football néerlandais, le 19 août 2023 contre l'Excelsior Rotterdam. Il entre en jeu à la place de Jakov Medić et les deux équipes se neutralisent (2-2 score final). Le 22 octobre 2023, il se fait remarquer avec l'Ajax lors d'un match de championnat contre le FC Utrecht en marquant deux buts, ses deux premières réalisations en première division. Toutefois, il ne permet pas à son équipe de s'imposer (défaite 4-3 de l'Ajax),.

### En sélection
Kristian Hlynsson représente l'équipe d'Islande des moins de 17 ans de 2019 à 2020. Au total il joue huit matchs avec cette sélection.
Hlynsson joue son premier match avec l'équipe d'Islande espoirs le 2 septembre 2021, contre la Biélorussie. Il est titularisé et son équipe s'impose par deux buts à un.
Kristian Hlynsson honore sa première en sélection avec l'équipe nationale d'Islande le 16 novembre 2023, contre la Slovaquie, en étant directement titularisé. Son équipe est battue par quatre buts à deux ce jour-là.

## Statistiques

### détaillées
| Saison                | Club                    | Championnat           | Championnat | Championnat | Championnat | Coupe(s) nationale(s) | Coupe(s) nationale(s) | Coupe(s) nationale(s) | Compétition(s) continentale(s) | Compétition(s) continentale(s) | Compétition(s) continentale(s) | Compétition(s) continentale(s) | Islande | Islande | Islande | Total | Total | Total |
| Saison                | Club                    | Division              | M.          | B.          | P.d.        | M.                    | B.                    | P.d.                  | Comp.                          | M.                             | B.                             | P.d.                           | M.      | B.      | P.d.    | M.    | B.    | P.d.  |
| 2019                  | Breiðablik Kópavogur    | Besta Deildin         | 1           | 0           | 0           | -                     | -                     | -                     | -                              | -                              | -                              | -                              | -       | -       | -       | 1     | 0     | 0     |
| 2020-2021             | Jong Ajax               | Eerste Divisie        | 6           | 0           | 0           | -                     | -                     | -                     | -                              | -                              | -                              | -                              | -       | -       | -       | 6     | 0     | 0     |
| 2021-2022             | Jong Ajax               | Eerste Divisie        | 30          | 2           | 2           | -                     | -                     | -                     | -                              | -                              | -                              | -                              | -       | -       | -       | 30    | 2     | 2     |
| 2022-2023             | Jong Ajax               | Eerste Divisie        | 37          | 11          | 9           | -                     | -                     | -                     | -                              | -                              | -                              | -                              | -       | -       | -       | 37    | 11    | 9     |
| 2023-2024             | Jong Ajax               | Eerste Divisie        | 7           | 3           | 0           | -                     | -                     | -                     | -                              | -                              | -                              | -                              | -       | -       | -       | 7     | 3     | 0     |
| 2024-2025             | Jong Ajax               | Eerste Divisie        | 2           | 1           | 0           | -                     | -                     | -                     | -                              | -                              | -                              | -                              | -       | -       | -       | 2     | 1     | 0     |
| Sous-total            | Sous-total              | Sous-total            | 82          | 17          | 11          | -                     | -                     | -                     | -                              | 0                              | 0                              | 0                              | -       | -       | -       | 82    | 17    | 11    |
| 2021-2022             | Ajax Amsterdam          | Eredivisie            | -           | -           | -           | 2                     | 2                     | 0                     | C1                             | -                              | -                              | -                              | -       | -       | -       | 2     | 2     | 0     |
| 2023-2024             | Ajax Amsterdam          | Eredivisie            | 25          | 6           | 1           | 1                     | 0                     | 0                     | C3+C4                          | 4+4                            | 0                              | 0                              | 2       | 0       | 0       | 36    | 6     | 1     |
| 2024-2025             | Ajax Amsterdam          | Eredivisie            | 4           | 1           | 1           | -                     | -                     | -                     | C3                             | 4                              | 0                              | 0                              | -       | -       | -       | 8     | 1     | 1     |
| Sous-total            | Sous-total              | Sous-total            | 28          | 7           | 2           | 3                     | 2                     | 0                     | -                              | 12                             | 0                              | 0                              | 2       | 0       | 0       | 45    | 9     | 2     |
| 2024-2025             | Sparta Rotterdam (prêt) | Eredivisie            | 14          | 2           | 3           | 1                     | 0                     | 0                     | -                              | -                              | -                              | -                              | 2       | 0       | 0       | 17    | 2     | 3     |
| 2025-2026             | FC Twente               | Eredivisie            | 2           | 0           | 0           | -                     | -                     | -                     | -                              | -                              | -                              | -                              | -       | -       | -       | 2     | 0     | 0     |
| Total sur la carrière | Total sur la carrière   | Total sur la carrière | 127         | 26          | 16          | 4                     | 2                     | 0                     | -                              | 12                             | 0                              | 0                              | 4       | 0       | 0       | 147   | 28    | 16    |